# Daimler-Benz DB 601
Daimler-Benz DB 601 byl německý letecký motor vyráběný během druhé světové války. Šlo o kapalinou chlazený, inverzní vidlicový dvanáctiválec, montoval se např. do stíhaček Bf 109 a dalších.
Verze DB 601Aa byla licenčně vyráběna v Japonsku firmou Aiči jako Acuta a firmou Kawasaki jako Ha-40 (použita byla např. ve stíhacích letounech Ki-61 Hien) a v Itálii firmou Alfa Romeo jako R.A.1000 R.C.41-I Monsone pro letouny Macchi MC.202 Folgore.

## Varianty

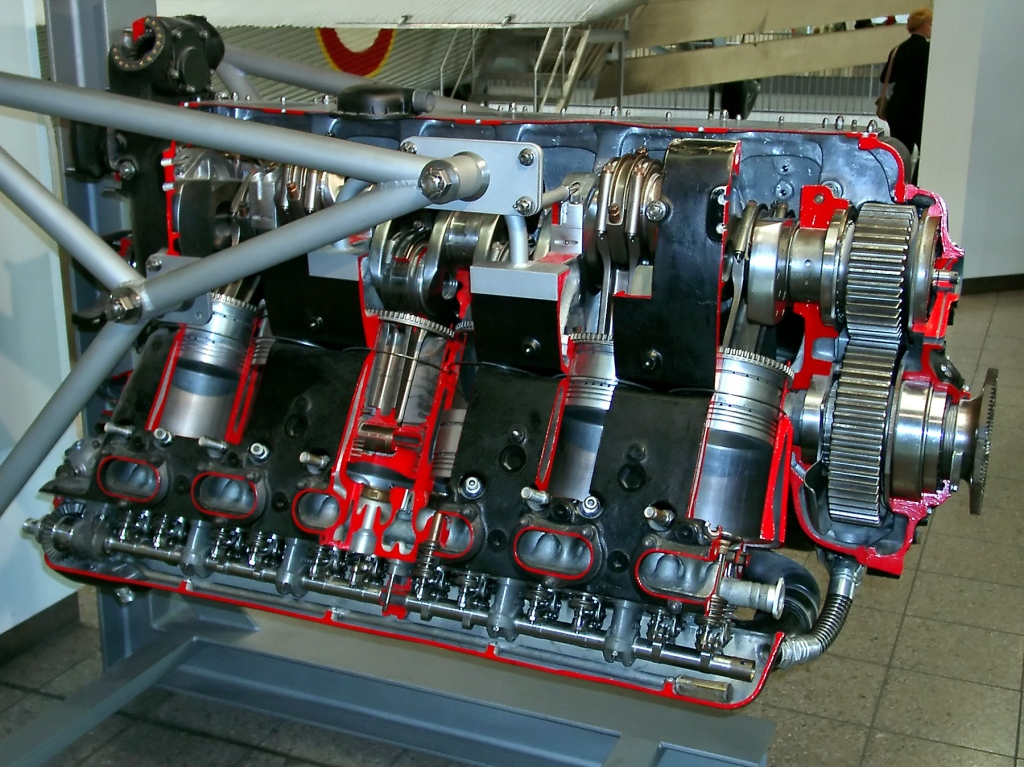
DB 601A v řezu

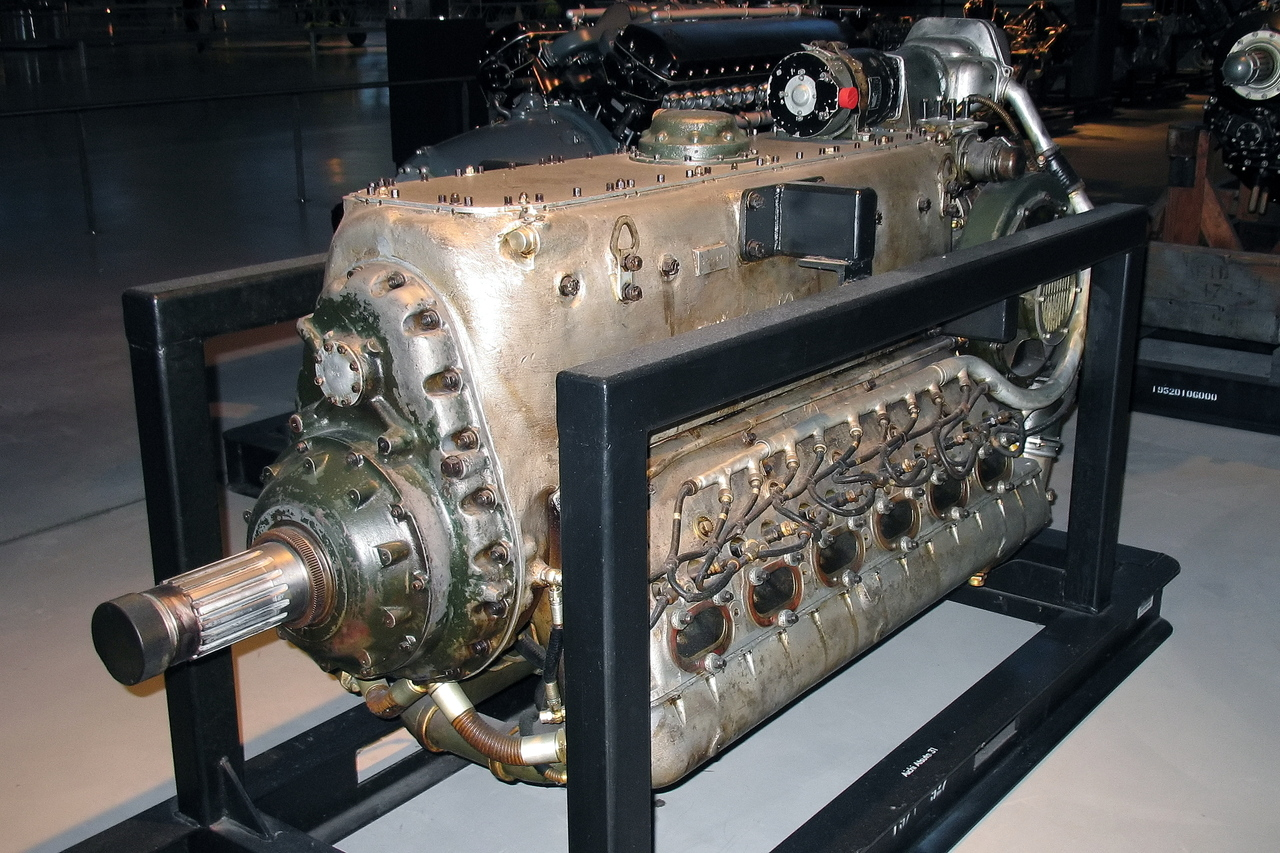
japonská licenční verze Aiči Acuta

- DB601A-1

Do 809 kW na úrovni mořské hladiny při 2 400 ot./min., do 750 kW při 2 400 ot./min. a výškou 4,5 km, palivo B4
- DB601Aa

Do 865 kW na úrovni mořské hladiny při 2 500 ot./min., do 809 kW při 2 400 ot./min. a výškou 3,7 km, palivo B4
- - DB601B-1/Ba

Stejný jako DB601A-1/Aa, ale pro letoun Messerschmitt Bf 110 nebo bombardéry (odlišný poměr otáček vrtule/motor, 1:1,88 místo 1:1,55)
- DB601N

Do 864 kW na úrovni mořské hladiny při 2 600 ot./min. ve výšce 4,9 km, palivo C3
Do 934 kW při 2 600 ot./min. ve výšce 2,1 km
- - DB601P

Stejný jako DB601N, ale pro letoun Messerschmitt Bf 110 nebo bombardéry (odlišný poměr otáček vrtule/motor, 1:1,88 místo 1:1,55)
- DB601E

Do 993 kW na úrovni mořské hladiny při 2 700 ot./min., do 970 kW při 2 700 ot./min. ve výšce 4,8 km, palivo B4
Do 1 066 kW při 2 700 ot./min. ve výšce 2,1 km
- - DB601F/G

Stejný jako DB601E, ale pro letouny Messerschmitt Bf 110, Messerschmitt Me 210 nebo bombardéry (odlišný poměr otáček vrtule/motor, 1:1,875 (601F), 1:2,06 (601G) místo 1:1.685)
- DB606

Dva motory DB601F nebo G spojeny pro pohon jedné vrtulové hřídele; používaly se v prvních letounech Heinkel He 177, výkon: 1 985 kW na úrovni mořské hladiny

## Specifikace (DB 601Aa)

### Technické údaje
- Typ: Kapalinou chlazený, přeplňovaný, pístový, invertní, letadlový dvanáctiválec do V (60°)
- Vrtání: 150 mm
- Zdvih: 160 mm
- Objem válců: 33,9 l
- Délka: 1 722 mm
- Suchá hmotnost: 590 kg

### Součásti
- Ventilový rozvod: Dva sací ventily a dva sodíkem chlazené výfukové ventily na jeden válec, rozvod OHC.
- Kompresor: Jednostupňový, jednorychlostní odstředivý kompresor, poháněný přes ozubená kola
- Palivová soustava: Vstřikování
- Mazací soustava: Suchá kliková skříň s jedním tlakovým a dvěma odsávacími čerpadly
- Chladicí soustava: Chlazení kapalinou

### Výkony
- Výkon:
  - 865 kW při 2 500 ot./min. (vzletový výkon)
  - 735 kW při 2 400 ot./min. (nepřetržitý výkon)
- Měrný výkon: 25,5 kW/l
- Kompresní poměr: 6,9:1
- Měrná spotřeba paliva: 0,27 kg/(kW·h)
- Poměr výkon/hmotnost: 1,44 kW/kg